# Gvanidin
Gvanidin (prema gvano (čita se: guano) što znači izmet; iminourea, imunokarbamid, NH=C(NH2)2) je organski spoj u obliku bezbojnih, vrlo higroskopnih kristala. Jaka je baza, hidrolitički produkt nekih amonikiselina, nastaje metabolizmom bjelančevina i ima ga u mokraći. Dobiva se najčešće iz dicijandiamida. Gvanidin i njegovi derivati važni su međuproizvodi u proizvodnji lijekova (npr. sulfagvanidin), gume, umjetnih smola, eksploziva, pesticida, sredstava za zaštitu od požara, tekstilnih pomoćnih sredstava i dr. Otopine gvanidina u obliku hidroklorida denaturiraju i otapaju bjelančevine.